# Petrozahirea, Oleksandria
Petrozahirea (în ucraineană Петрозагір'я) este un sat în comuna Divoce Pole din raionul Oleksandria, regiunea Kirovohrad, Ucraina.

## Demografie
Componența lingvistică a localității Petrozahirea
     Ucraineană (98,28%)
     Rusă (1,72%)
Conform recensământului din 2001, majoritatea populației localității Petrozahirea era vorbitoare de ucraineană (98,28%), existând în minoritate și vorbitori de rusă (1,72%).